# Де Хевиланд DH.104 Dove
Де Хевиланд DH.104 "Голуб" (енгл. de Havilland D.H. 104 Dove) је британски путнички двомоторни, нискокрилни путнички авион намењен кратким линијама. Био је потпуно од метала како носећа конструкција тако и облога. Производио се после Другог светског рата у периоду од 1946 до 1967. године а произведено је преко 500 ових авиона.

## Пројектовање и развој
Авион де Хевиланд DH.104 Дове ("Голуб") је развијен да замени предратни путнички двокрилац Де Хевиланд DH.89 Dragon Rapid. За разлику од DH.89 Dragon Rapid, DH.104 "Голуб" је био нискокрилни самоносећи једнокрилац потпуно металне конструкције. Поред тога укључио је све друге иновације тога времена, укључујући и елисе константне брзине - променљив-корак елисе, закрилца, као и увлачи трицикл стајни трап.
Пројект на овом авиону је отпочет још за време Другог светског рата, а први прототип је полетео 25. септембра 1945. Пројектантски тим за овај авион је предводио Роланд Ерик Бишоп пројектант Москита и де Хевиланд-овог "Комета" првог путничког авиона на малзни погон. Први комерцијални лет је обављен у децембру 1946. године, за авио компанију Central African Airways. Укупно је произведено 542 авиона DH.104 Дове свих варијанти, укључујући 127 авиона војних верзија и 13 хидро Девон-а. Прве испоруке купцима су почеле у лето 1946. године, а последњи авион овог типа је испоручен у 1967. године.

## Технички опис
Де Хевиланд DH.104 Дове је нискокрилни путнички авион металне конструкције са два мотора на крилима авиона.
Труп авиона је елиптичног попречног пресека монокок конструкције. На почетку трупа се налазила кабина пилота са два седишта једно поред другог. Иза пилотске кабине налази се путничка кабина или товарни простор код транспорних авиона. Уобичајено су седишта постављена у две колоне са пролазом кроз средину кабине. Са обе стране трупа налазили су се правоугаони прозори и било их је било четири са сваке стране. Врата за улаз и излаз из авиона су се налазила у репу авиона са леве стране.
За погон авиона су коришћени два клипна линијска ваздухом хлађена мотора са шест цилиндара de Havilland Gipsy Queen 70 снаге 400 KS сваки, смештени на крила авиона. На вратилу мотора се налазила трокрака метална елиса са променљивим кораком.
Крила авиона де Хевиланд DH.104 Дове су са две рамењаче кутијастог типа. Конструкција је метална а облога од алуминијумског лима лепком и закивцима причвршћена за носећу конструкцију. Облик крила је једнакокраки трапез, а оса крила је управна на осу трупа авиона.
Реп авиона се састоји од једног вертикалног стабилизатора и кормила правца и два хоризонтална стабилизатора који су причвршћена за труп авиона са кормилима дубине. Носеће конструкције репа су металне а облога од алуминијумског лима причвршћена закивцима.
Стајни трап му је трицикл, предња нога се увлачи у кљун авиона а главне ноге стајног трапа са точковима се увлаче у крила авиона.

### Варијанте
- Dove 1 - лаки транспортни авион.
- Dove 2 - Верзија за пословне летове.
- Dove 4 - Војна верзија за транспорт и комуникације.
  - Devon C Mk 1 - Војна верзија за транспорт и комуникације за РАФ.
  - Sea Devon C Mk 20 - Војна верзија за транспорт и комуникације за Краљевску морнарицу.
- Dove 5 - верзија са моторима Gipsy Queen 70-2 снаге 283-kW
- Dove 6, 6А - производне верзије авиона Dove 5
- Dove 7 - верзија Dove 1 са појачаним мотором Gipsy Queen 70-3 снаге 298 kW
- Dove 8, 8А, - верзија Dove 2 са појачаним мотором Gipsy Queen 70-3 снаге 298 kW
- Devon C Mk 2 - војна верзија за транспорт и комуникације за РАФ .
- Riley Dove 400 - верзија са Лајкоминг моторима.

## Земље које су користиле Авион
| - Аргентина - Аустрија - Бразил - Египат - Етиопија - Индија - Ирак - Ирска - Јордан - Југославија - Јужна Африка - Канада | - Кувајт - Либан - Малезија - Немачка - Нови Зеланд - Пакистан - Парагвај - Шведска - Шри Ланка - Велика Британија - Венецуела - Заир |

## Оперативно коришћење
Авион де Хевиланд DH.104 Дове ("Голуб") је развијен да замени предратни путнички двокрилац Де Хевиланд DH.89 Dragon Rapid. Прве испоруке купцима су почеле у лето 1946. године, а први комерцијални лет је обављен у децембру 1946. године, за авио компанију Central African Airways. Укупно је произведено 542 авиона DH.104 Дове свих варијанти, укључујући 127 авиона војних верзија и 13 хидро Девон-а. Иницијална серија од 30 DH.104 Дове је достављена Роиал Аир Форце, ови авиони су коришћени као ВИП и лаки транспортери преко 30 година. У цивилном сектору највећи купаци су биле чартер авио-компаније широм света.
Аргентина је купила 70 авиона, а највећи део тих авиона је користило аргентинско ваздухопловство. Чиле је купио дванаест авиона који су коришћени од 1949. године па надаље. Преко 50 авиона купило је неколико мањих регионалних авио-компанија у Сједињеним Америчким Државама 1954. године. Краљевско ваздухопловство Новог Зеланда набавило је 30 DH.104 Дове између 1948. и 1954. и то је остао у служби за ВИП, обуку посада и обављање лаких транспортних задатака до 1970. године.
Неколико авиона DH.104 Дове су били у употреби 2011. години у Великој Британији, Канади, Немачкој и другде у малим комерцијалним предузећима и код приватних власника.

### Авион Де Хевиланд DH.104 Dove у Југославији
Југословенско ратно ваздухопловство и против ваздушна одбрана (РВ и ПВО) је у Великој Британији купило 1951. године два авиона де Хевиланд DH.104 Дове који су распоређени у 119 авио транспортни пук и служили су све до 1970. године када су расхподовани. Ови авиони су имали осам седишта, два члана посаде и служили су за потребе превожења високих војних званичника у локалном (кратко линијском) саобраћају.